# Patinage de vitesse aux Jeux olympiques de 2018
Navigation
Sotchi 2014 Pékin 2022
Les épreuves de patinage de vitesse aux Jeux olympiques d'hiver de 2018 ont lieu du 10 février 2018 au 24 février 2018 dans l'Ovale de Gangneung, à Gangneung en Corée du Sud.

## Lieu de la compétition
La construction de l'Ovale de Gangneung, qui a une capacité de 8 000 places, commence en octobre 2014. Les travaux prennent fin en novembre 2017 bien que l'ovale soit inauguré à l'occasion des championnats du monde simple distance 2017. Il s'agit du plus grand bâtiment sans pilier de Corée du Sud.

## Médaillés

### Hommes
| Épreuve                                   | Or                                    | Or                    | Argent                            | Argent         | Bronze                           | Bronze         |
| ----------------------------------------- | ------------------------------------- | --------------------- | --------------------------------- | -------------- | -------------------------------- | -------------- |
| 500 mètres résultats détaillés            | Håvard Lorentzen (NOR)                | 34 s 41 - (OR)        | Cha Min-kyu (KOR)                 | 34 s 42        | Gao Tingyu (CHN)                 | 34 s 65        |
| 1 000 mètres résultats détaillés          | Kjeld Nuis (NED)                      | 1 min 7 s 95          | Håvard Lorentzen (NOR)            | 1 min 7 s 99   | Kim Tae-yun (KOR)                | 1 min 8 s 22   |
| 1 500 mètres résultats détaillés          | Kjeld Nuis (NED)                      | 1 min 44 s 01         | Patrick Roest (NED)               | 1 min 44 s 86  | Kim Min-seok (KOR)               | 1 min 44 s 93  |
| 5 000 mètres résultats détaillés          | Sven Kramer (NED)                     | 6 min 9 s 76 - (OR)   | Ted-Jan Bloemen (CAN)             | 6 min 11 s 616 | Sverre Lunde Pedersen (NOR)      | 6 min 11 s 618 |
| 10 000 mètres résultats détaillés         | Ted-Jan Bloemen (CAN)                 | 12 min 39 s 77 - (OR) | Jorrit Bergsma (NED)              | 12 min 41 s 98 | Nicola Tumolero (ITA)            | 12 min 54 s 32 |
| Mass start résultats détaillés            | Lee Seung-hoon (KOR)                  | 60 pts                | Bart Swings (BEL)                 | 40 pts         | Koen Verweij (NED)               | 20 pts         |
| Poursuite par équipes résultats détaillés | Norvège (NOR) - Sverre Lunde Pedersen | 3 min 37 s 32         | Corée du Sud (KOR) - Kim Min-seok | 3 min 38 s 52  | Pays-Bas (NED) - Jan Blokhuijsen | 3 min 38 s 40  |

### Femmes
| Épreuve                                   | Or                        | Or                   | Argent                              | Argent        | Bronze                            | Bronze        |
| ----------------------------------------- | ------------------------- | -------------------- | ----------------------------------- | ------------- | --------------------------------- | ------------- |
| 500 mètres résultats détaillés            | Nao Kodaira (JPN)         | 36 s 94 - (OR)       | Sang-Hwa Lee (KOR)                  | 37 s 33       | Karolina Erbanova (CZE)           | 37 s 34       |
| 1 000 mètres résultats détaillés          | Jorien ter Mors (NED)     | 1 min 13 s 56 - (OR) | Nao Kodaira (JPN)                   | 1 min 13 s 82 | Miho Takagi (JPN)                 | 1 min 13 s 98 |
| 1 500 mètres résultats détaillés          | Ireen Wüst (NED)          | 1 min 54 s 35        | Miho Takagi (JPN)                   | 1 min 54 s 55 | Marrit Leenstra (NED)             | 1 min 55 s 26 |
| 3 000 mètres résultats détaillés          | Carlijn Achtereekte (NED) | 3 min 59 s 21        | Ireen Wüst (NED)                    | 3 min 59 s 29 | Antoinette de Jong (NED)          | 4 min 0 s 2   |
| 5 000 mètres résultats détaillés          | Esmee Visser (NED)        | 6 min 50 s 23        | Martina Sáblíková (CZE)             | 6 min 51 s 85 | Natalya Voronina (OAR)            | 6 min 53 s 98 |
| Mass start résultats détaillés            | Nana Takagi (JPN)         | 60 pts               | Kim Bo-reum (KOR)                   | 40 pts        | Irene Schouten (NED)              | 20 pts        |
| Poursuite par équipes résultats détaillés | Japon (JAP) - Nana Takagi | 2 min 53 s 89 - (OR) | Pays-Bas (NED) - Antoinette de Jong | 2 min 55 s 48 | États-Unis (USA) - Mia Manganello | 2 min 59 s 27 |

## Tableau des médailles
- Pays organisateur ( Corée du Sud)

| Rang | Pays               | Médaille d'or, Jeux olympiques | Médaille d'argent, Jeux olympiques | Médaille de bronze, Jeux olympiques | Total |
| 1    | Pays-Bas           | 7                              | 4                                  | 5                                   | 16    |
| 2    | Japon              | 3                              | 2                                  | 1                                   | 6     |
| 3    | Norvège            | 2                              | 1                                  | 1                                   | 4     |
| 4    | Corée du Sud       | 1                              | 4                                  | 2                                   | 7     |
| 5    | Canada             | 1                              | 1                                  | 0                                   | 2     |
| 6    | République tchèque | 0                              | 1                                  | 1                                   | 2     |
| 7    | Belgique           | 0                              | 1                                  | 0                                   | 1     |
| 8    | Chine              | 0                              | 0                                  | 1                                   | 1     |
| 8    | États-Unis         | 0                              | 0                                  | 1                                   | 1     |
| 8    | Italie             | 0                              | 0                                  | 1                                   | 1     |
| 8    | Russie (OAR)       | 0                              | 0                                  | 1                                   | 1     |
|      | Total              | 14                             | 14                                 | 14                                  | 42    |